# Aelurillus lopadusae
Aelurillus lopadusae là một loài nhện trong họ Salticidae.
Loài này thuộc chi Aelurillus. Aelurillus lopadusae được Cantarella miêu tả năm 1983.